# Leighterton
Leighterton – wieś w Anglii, w hrabstwie Gloucestershire, w dystrykcie Cotswold. Leży 28 km na południe od miasta Gloucester i 148 km na zachód od Londynu.